# تام تروپه
تام تروپه (به انگلیسی: Tom Troupe) (زاده ۱۵ ژوئیهٔ ۱۹۲۸ – درگذشته ۲۰ ژوئیهٔ ۲۰۲۵) بازیگر آمریکایی بود.